# Пенфелия
Пенфелия — древнеегипетская женщина-музыкант, служившая Птаху, богу огня, в храме Мемфиса.

## История
В XVIII веке английский писатель Джейкоб Брайант утверждал, что поэмы «Илиада» и «Одиссея» были написаны Пенфелией. Согласно его теории, Гомер, путешествуя по Египту, украл поэмы из архива храма. Американская писательница Матильда Джослин Гейдж находит подтверждение этой теории в главе 7 тома I в одной из книг Диодора Сицилийского.
Однако, к этим заявлениям следует относиться с большой осторожностью, потому что мифограф Брайант утверждал это в то время, когда египетские иероглифы ещё не были расшифрованы. С тех пор не было ни одного египетского или греческого источника, который мог бы подтвердить или опровергнуть существование жрицы Пенфелии.